# Буддизм у Франції
Залежно від опитування, буддизм у Франції є третьою або четвертою релігією за кількістю послідовників, четвертою за кількістю вірян, що практикують і шостою за кількістю місць поклоніння. У Франції є понад двісті центрів буддійської медитації, у тому числі близько двадцяти значних ретрит центрів. Буддистське населення в основному складається з китайських, в'єтнамських, лаоських, камбоджійських і корейських іммігрантів, зі значною меншістю корінних французьких новонавернених і «прихильників». Зростання популярності буддизму у Франції останніми роками стало предметом серйозних дискусій у французьких ЗМІ та серед академії.

## Демографія
На початку 1990-х років, за оцінками Французького буддистського союзу (UBF, заснований у 1986 році), у Франції було від 600 000 до 650 000 буддистів, серед яких 150 000 французьких навернених. У 1999 році соціолог Фредерік Ленуар оцінив, що у Франції живе 10 000 навернених і до 5 мільйонів «прихильників» буддизму, хоча інші дослідники поставили ці цифри під сумнів. Опитування громадської думки 1997 року зарахувало до прихильників молодих людей, які відчувають «інтелектуальну спорідненість з буддизмом або висловлюють симпатію до буддистського світогляду».
Приблизно три чверті буддистів у Франції походять з азійських країн, особливо Південно-Східної Азії (В'єтнам, Таїланд, Камбоджа тощо) і в основному сповідують буддизм Тхеравади. Етнолог Сесіль Камперг у 2013 році зазначав: "на Заході зазвичай розрізняють два буддизму: «етнічний» буддизм, який в основному представляють азійські іммігранти, і буддизм навернення, призначений для жителів Заходу, наприклад тибетський буддизм. Кількість навернених буддистів досі невідома (їх важко порахувати, оскільки немає письмових записів про їхнє навернення). За даними Союзу буддистів Франції, у Франції є мільйон буддистів-практиків, серед яких 700 000 азійського походження та 300 000 французького походження (дехто каже про подвійну чи навіть потрійну кількість). Трохи більше чверті з них, дедалі більше, є родом із Франції та сповідують головним чином дзен-буддизм (махаяна) або тибетський буддизм (ваджраяна). Здебільшого вони є нещодавно навернені.

## Історія

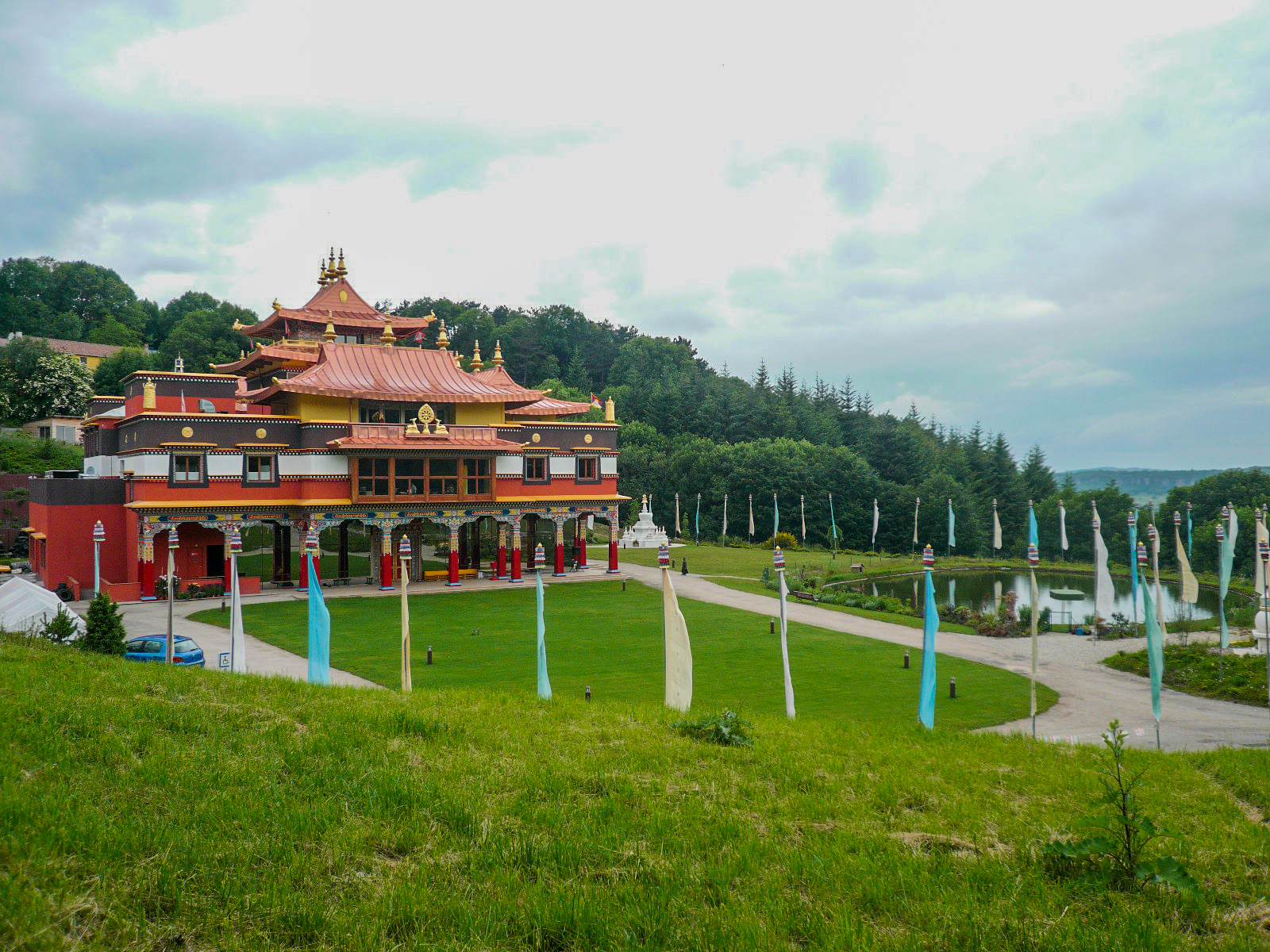
Лераб Лінг, Монпельє, в Окситанії.

Александра Давид-Неель була важливою особою в ранньому французькому буддизмі. Вона найбільш відома своїм візитом у 1924 році до забороненого (для іноземців) міста Лхаса, столиці Тибету, і написала понад 30 книг про буддизм, філософію та свої подорожі. У 1911 році Александра вирушила до Індії, щоб продовжити вивчення буддизму. Її запросили до королівського монастиря Сіккім, де вона зустріла Махараджа Кумара (наслідного принца) Сідкеона Тулку. Вона стала «довіреною особою та духовною сестрою» Сідкеонга (за словами Рут Міддлтон), і, можливо, його коханкою («Foster & Foster»). Вона також двічі зустрічалася з 13-м Далай-ламою в 1912 році і мала можливість поставити йому багато питань про буддизм — безпрецедентний подвиг для європейської жінки того часу.
Наприкінці 1960-х і на початку 1970-х років буддійські вчителі різних традицій почали відвідувати Францію, що детальніше описано нижче.

## Розвиток китайського буддизму у Франції
Протягом першої половини двадцятого століття, попри постійний потік китайських студентів до Франції, їх кількість залишалася невеликою. Загальна кількість досягла приблизно 2-3 тис. Масштабне розселення китайських іммігрантів у Франції почалося в 1970-х роках. Зі швидким зростанням кількості іммігрантів з материкового Китаю до Франції у 1980-х роках ландшафт китайського буддизму з часом також змінився.
Ґрунтуючись на польових дослідженнях, проведених у Франції, деякі вчені виділяють три моделі колективної практики буддизму в китайській діаспорі у Франції протягом багатьох років: етнолінгвістична група іммігрантів, транснаціональна організаційна система та інформаційні технології. Ці відмінності розрізняються відповідно до зв'язків глобалізації.
У першій моделі релігійна глобалізація є продуктом перенесення іммігрантами своїх місцевих культурних традицій в іншу країну. Наприклад, люди зі схожим імміграційним досвідом створюють зал Будди (佛堂) в рамках своїх асоціацій для колективної релігійної діяльності. Видатним прикладом є Асоціація мешканців Франції, яка походить з Індокитаю (法国华裔互助会). Його буддійський зал, заснований у 1989 році, називається «Буддійський вівтар гори Сюаньву Бодхісаттви Авалокітешвара» (观世音菩萨玄武山佛教神坛).
Друга модель передбачає міжнародну експансію великої інституціоналізованої організації, зосередженої на харизматичному лідері, таких як Фо Гуан Шань (佛光山), Цзи Чі (慈濟) і Буддійське товариство Амітабхи (淨宗學會).
У третій моделі релігійна глобалізація передбачає використання інформаційних технологій, таких як вебсайти, блоги, електронну пошту та соціальні медіа, для забезпечення прямої взаємодії між членами в різних місцях, а також між членами та їхнім лідером. Буддійська організація під керівництвом Цзюнь Хонг Лу є типовим прикладом такого роду груп.

## Дзен-буддійські громади
Тайсен Десімару був японським дзен-буддистом, який заснував численні дзендо у Франції. Тхить Нят Хан, дзен-буддист родом з В'єтнаму, номінований Мартіном Лютером Кінгом на Нобелівську премію миру, заснував Об'єднану буддистську церкву (Eglise Bouddhique Unifiée) у Франції в 1969 році. Монастир Плам Віллідж на півдні Франції є штаб-квартирою його міжнародної сангхи.

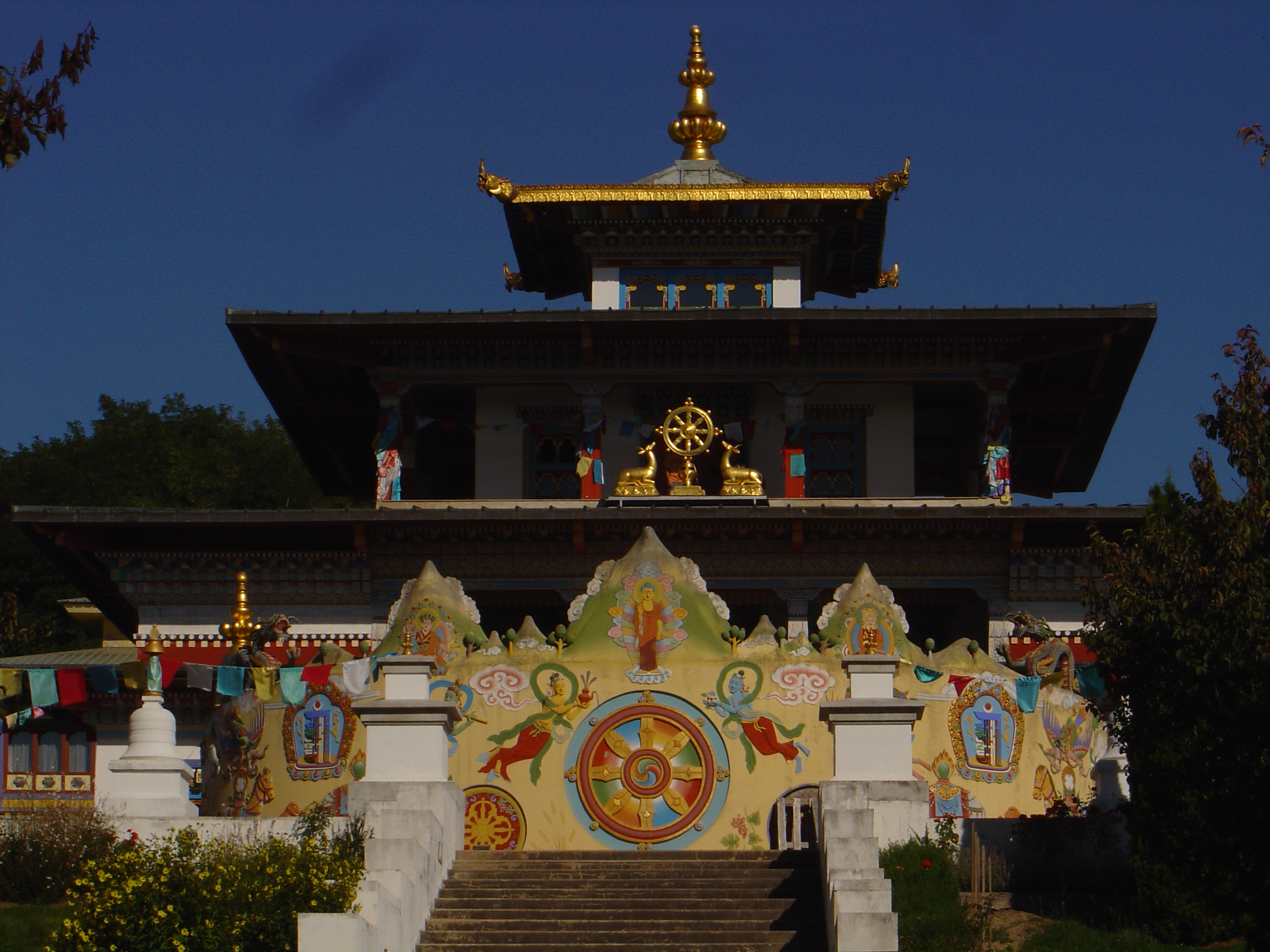
Храм Тисячі Будд в Ла-Буле, Сона і Луара, в Бургундії.

## Тибетські буддійські громади
Наприкінці 1990-х років було підраховано, що у Франції налічувалося понад 140 центрів медитації тибетського буддизму. Перші громади тибетського буддизму у Франції були засновані на початку 1970-х років. Найвищий керівник шкіл у Франції, Фенде Кенчен, заснував свій храм E Wam Phendé Ling у 1973 році. Він належить до школи буддизму Нгор. Розвиток буддизму у Франції був прискорений візитами в 1975 році Кармапи, голови школи Каг'ю, Дуджома Рінпоче та Ділго Кх'єнце Рінпоче, високопоставлених лам. Вони також відвідали Дордонь, де створили ретрит-центри за допомогою Пема Ванг'яла Рінпоче, сина Канґ'юра Рінпоче, іншого високого лами, який був одним із перших, хто прийняв західних учнів. Пізніше Дуджом Рінпоче переїхав до Франції, де й помер.
Калу Рінпоче, також високоповажний лама, відвідав Францію в 1971, 1972 і 1974 роках і в 1976 році очолив перший традиційний трирічний ретрит у Франції для людей з Заходу. По правилам школи Каг'ю, такі ретрити надають титул «лама» тим, хто їх завершує. Вважається, що шістдесят відсотків центрів і монастирів у Франції пов'язані зі школою Каг'ю. У 1982 році Далай-лама відвідав Францію.
Існує близько двадцяти ретрит-центрів, які представляють усі школи, а також багато міських центрів, які знаходяться під керівництвом великих тибетських буддійських майстрів. Дхагпо Кундреул Лінг в Оверні вважається найбільшим буддійським монастирем за межами Азії.
Чернецтво традиційно було основою тибетського буддизму, але до середини 1990-х років у Франції було лише кілька десятків висвячених ченців і черниць. Зараз їх принаймні 300, більшість з яких пройшли навчання в двох монастирях в Оверні.
Найвідомішим французьким монахом тибетської буддистської традиції є Матьє Рікар, давній учень Ділго Кх'єнсте Рінпоче, який є сином відомого філософа Жана-Франсуа Ревеля. Він публікував книги про буддизм, які сприяли підвищенню інтересу до буддизму та до французьких буддистів серед інтелігенції.

## ЗМІ та народне сприйняття
«Мудрість буддизму», щотижнева французька телепрограма, за даними Союзу буддистів Франції, збирає близько 250 000 глядачів.
Філософ Люк Феррі, призначений міністром у справах молоді та освіти в 2002 році, опублікував статтю в журналі Le Point, в якій він запитав: «Чому ця хвиля буддизму? І чому саме у Франції, у минулому дуже католицькій країні? … У цей час дехристиянізації буддизм дав Заходу багату й цікаву альтернативу».